# Farice-1
Farice-1 ist ein Seekabel für die Datenübertragung welches Island und die Färöer-Inseln mit Schottland verbindet. Die Kabelverbindung wurde im Januar 2004 in Betrieb genommen. Es gehört und wird durch die Firma FARICE ehf. betrieben, welche zu 100 % dem isländischen Staat gehört.
Folgende Orte werden miteinander verbunden:
- 1. Reykjavík, Island
- 2. Seyðisfjörður, Island
- 3. Funningsfjørður, Färöer
- 4. Tórshavn, Färöer
- 5. Dunnet, Schottland
- 6. Edinburgh, Schottland

sowie einige Orte zwischen Dunnet und Edinburgh.

## Geschichte
Im Jahr 2000 wurde das erste Mal über die Verlegung eines zweiten Unterseekabels nachgedacht. Ab 2002 wurde die Idee in die Realität umgesetzt. 2004 wurde das Kabel schließlich mit einer geplanten Datenübertragungsrate von 720 Gbit/s in Betrieb genommen. Im Jahr 2013 wurde das Kabel auf eine Übertragungsrate von 11 Tbit/s erweitert. Im Zuge dessen wurden außerdem die Terminals ausgetauscht. Mit Stand Anfang 2024 kam es noch zu keiner Beschädigung des Kabels.